# 麥可·麥克道維爾
麥可·麥克道維爾（Michael McDowell，1950年6月1日–1999年12月27日）是美國小說家與編劇，知名於南方哥德與恐怖小說創作，亦為電影《陰間大法師》（Beetlejuice）與《聖誕夜驚魂》（The Nightmare Before Christmas）的原始劇本創作者之一。他的《黑水奇譚》（Blackwater）系列小說於2024年重新出版後，於歐洲市場獲得巨大成功，銷量突破200萬冊，重新受到文學界與大眾媒體關注。

## 生平與教育
麥克道維爾出生於美國阿拉巴馬州企業城，於哈佛大學取得英語博士學位，其博士論文探討19世紀的美國喪葬文化，深刻影響其後來創作中的死亡與家族主題。
麥克道維爾是公開的同性戀者，與劇場歷史學家勞倫斯·塞內利克（Laurence Senelick）自1969年相識，並維持了長達30年的伴侶關係，直到1999年因愛滋病相關併發症辭世。

## 文學創作

### 主要作品
- 《阿瑪利亞的護身符》（The Amulet, 1979）
- 《冷月》（Cold Moon Over Babylon, 1980）
- 《鍍金針》（Gilded Needles, 1980）
- 《元素》（The Elementals, 1981）
- 《黑水奇譚》（Blackwater, 1983）
- 《凱蒂》（Katie, 1982）
- 《托普林》（Toplin, 1985）
- 《Jack & Susan》三部曲
- 《燭火未熄》（Candles Burning，與Tabitha King合作，2006）

### 筆名作品
- 與 Dennis Schuetz 合著，筆名 Nathan Aldyne
  - Vermilion (1980)
  - Cobalt (1982)
  - Slate (1984)
  - Azure (1986)
- 與 John Preston 合著，筆名 Mike McCray
  - Deadly Reunion (1982)
  - Code Name: Cobra (1982)

## 黑水奇譚的再版與歐洲熱潮
2024年，Valancourt Books 重新出版《黑水奇譚》系列小說，採分冊連載形式，封面由伊斯蘭創作者設計，吸引大量新讀者，尤其在西班牙成為出版現象。《El País》指出該系列結合了家族傳奇、超自然與美學設計，是成功主因之一。
英國幻想文學協會亦針對第一冊《洪水》（The Flood）發表評論，稱其為「歷史與超自然完美交會的南方哥德代表作」。